# Енгус Оллом
Енгус Оллом — (ірл. — Óengus Ollom) — Енгус Вченний — верховний король Ірландії. Час правління: 355—337 до н. е. (згідно з «Історією Ірландії» Джеффрі Кітінга) [2] або 499—481 до н. е. (відповідно до «Хроніки Чотирьох Майстрів») [3]. Син Айліля (ірл. — Ailill), онук Лабрайда Мореплавця (ірл. — Labraid Loingsech) — верховного короля Ірландії. Прийшов до влади в результаті вбивства свого попередника — Муга Корба (ірл. — Mug Corb). Правив Ірландією протягом вісімнадцяти років, потім був вбитий Іререо (ірл. — Irereo) сином Мейлге Молбхаха (ірл. — Meilge Molbthach) — верховного короля Ірландії. «Книга захоплень Ірландії» синхронізує його правління з часом правління Птолемея III Евергета в Єгипті (246—222 до н. е.) [1]. Але Джеффрі Кітінг в своїй «Історії Ірландії» та ірландські історики Чотири Майстри відносять час його правління до більш давніх часів (що більш імовірно).